# Насыров, Темуржон Хайруллаевич
Темуржон (Тимурджон) Хайруллаевич Носиров (Насыров) (Temurjon Nosirov) (25 июня 1941 - 12 ноября 2024) — советский и узбекистанский учёный-энергетик, доктор технических наук (1989), профессор (1990), академик АН Узбекистана (2000).
Родился в Зангиатинском районе Ташкентской области.
Окончил Ташкентский политехнический институт по специальности инженер-электрик (1963). Работал там же: ассистент, старший преподаватель, доцент, профессор, в 1980—1995 гг. заведующий кафедрой «Электрические станции».
В 1995 году, оставаясь профессором энергетического факультета Ташкентского технического университета и научным руководителем кафедры «Электроэнергетика», перешёл на должность генерального директора Центра энергетики при акционерном обществе «Узбекэнерго». Также по совместительству — главный научный сотрудник Института проблем энергетики (Института энергетики и автоматики) Академии наук Узбекистана.
В 1989 году защитил докторскую диссертацию. В 1990 году присвоено звание профессора по кафедре электрических станций. Академик АН Узбекистана (2000).
Учёный в области анализа и теории режимов электроэнергетических систем. Научные работы посвящены теоретическим обобщенным моделям и алгоритмам анализа различных режимов работы энергосистем, а также автоматизированным системам диспетчерского управления.
Автор (соавтор) около 300 статей и 6 монографий. Подготовил 15 кандидатов наук, 5 из которых впоследствии защитили докторские диссертации.
Сочинения:
- Линейная расчетная модель сетей электрических систем, Т., 1982;
- Фазылов Х. Ф., Насыров Т. Х. Установившиеся режимы электроэнергетических систем и их оптимизация. — Ташкент: Молия, 1999. — 370 с.
- Насыров Т. Х. «Основы общей теории нормальных и аварийных режимов энергосистем». Издательство «Фан ва технология» −2015 г., 224 с.
- Некоторые вопросы итерационного расчета установившихся режимов электрических систем / Х. Ф. Фазылов, Т. Х. Насыров // Известия АН СССР. Энергетика и транспорт. — 1971. — № 6. — С. 36 — 44.
- Применение упрощенных алгоритмов расчета установившихся режимов для целей противоаварийной автоматики Текст. / Т. Х. Насыров, Л. К. Осина // Изв. АН УзССР. Серия техн. наук . № 1. −1980.
- Основы теории и расчета установившихся режимов электрических систем / Х. Ф. Фазылов, Т. Х. Насыров. — Ташкент : Фан, 1985. — 76 с.
- Т. Х. Носиров, С. Э. Шаисматов. О создании автоматизированных систем коммерческого учета электроэнергии // Проблемы энерго- и ресурсосбережения, — Т.: ТашГТУ, 2006, № 3.